# Schloss Differdingen

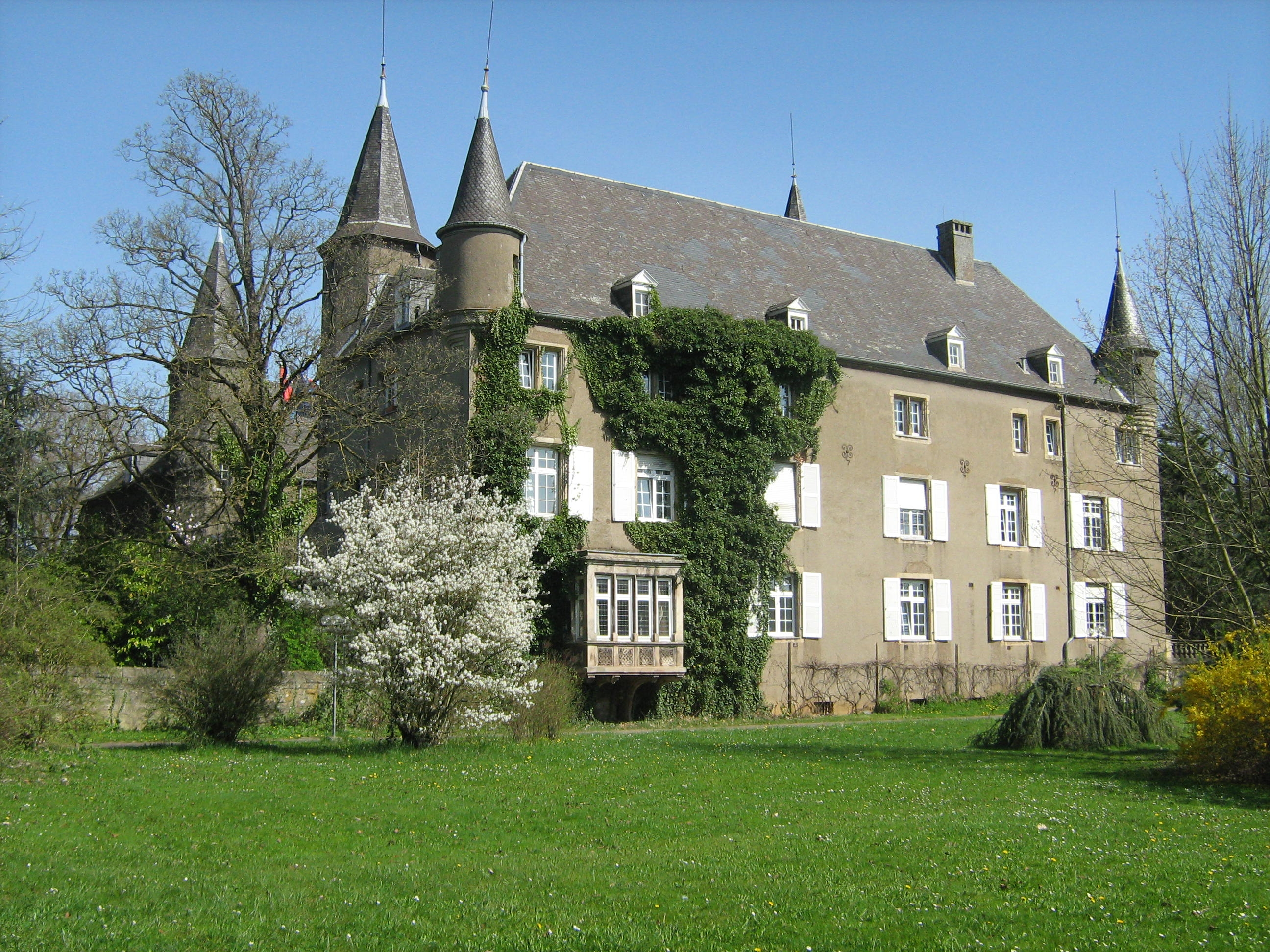
Schloss Differdingen, 2011

Das Schloss Differdingen ist ein Schloss in der gleichnamigen Gemeinde im Süden Luxemburgs. Es dient der Miami University als europäische Zweigstelle und beherbergt den John E. Dolibois European Campus.

## Geschichte
Den Grundstein legte einer Quelle von 1310 zufolge, ein Bruder des Ritters von Zolwer, der an der Stelle des heutigen Schlosses eine Burg errichtete. 1400 war dessen Familie ausgestorben. Danach gab es verschiedene Besitzer, ehe die Burg 1552 ausbrannte.
1577 wurde das Gebäude durch Anne von Isembourg als Renaissance-Schloss neu errichtet. Dabei wurde auch ein Wassergraben angelegt und Schießscharten eingebaut. In den folgenden Jahrhunderten wechselte das Schloss wieder mehrmals den Besitz, ehe es Mitte des 19. Jahrhunderts an die Familie de Cressac ging. Deren Erben verkauften das Schloss 1914 an die Deutsch-luxemburgische Bergwerks- und Hütten AG und ist seither im Besitz derer Gesellschaften, die die Differdinger Schmelz betreiben bzw. betrieben (Hadir, Arbed, Arcelor. Heute: Arcelor Mittal). Bereits von der Hadir wurde das Schloss zum Casino umgewandelt, um in ihm hohe Gäste zu empfangen.
Seit 1997 wird das Schloss von der Miami University gemietet, die das Gelände als Zweigstelle und Campus nutzt.